# Nunneflugsnappare
Nunneflugsnappare (Ficedula westermanni) är en liten asiatisk tätting i familjen flugsnappare med vid utbredning från Himalaya till Timor.

## Utseende och läte
Nunneflugsnapparen är en liten (10–11 cm), storhuvad flugsnappare där hanen är distinkt svartvit och honan huvudsakligen gråbrun. Hanen har svart ovansida, vit undersida, brett vitt ögonbrynsstreck (långt bak i nacken, bredare bakom ögat) samt stora vita fält på vingarna och vitt i stjärten likt mindre flugsnappare. Honan är brungrå ovan med ett tunt ljust vingband, gråbrun anstrykning på bröstet och roströd på övergump och övre stjärttäckare, mer intensivt i östliga populationer.

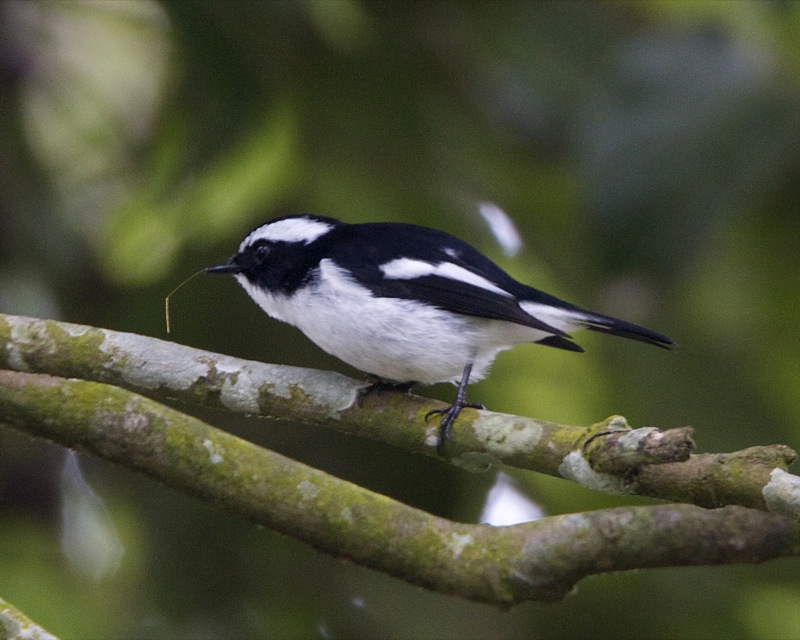
Hane.

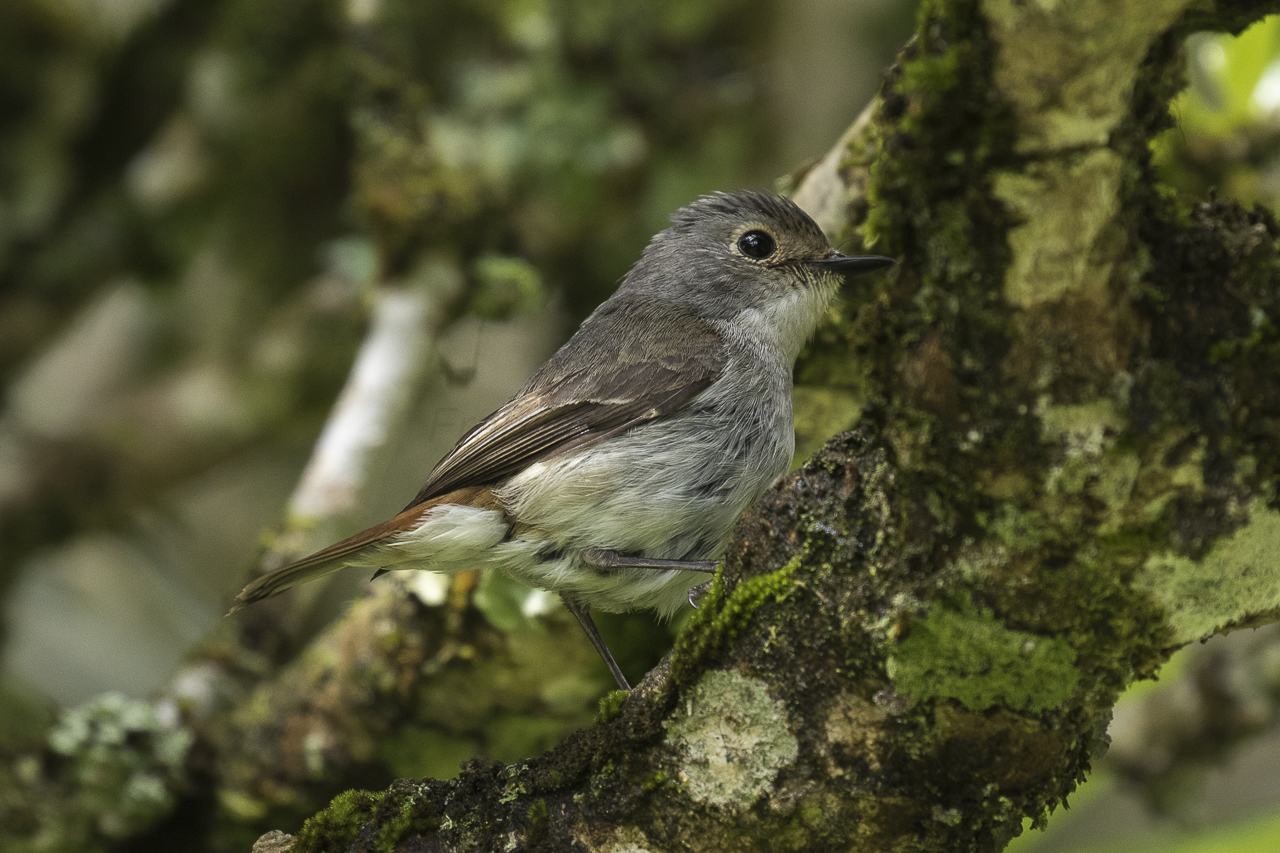
Hona.

Sången varierar, med bland annat en serie ljusa toner följt av sträva och klingande ("chi-chi-chi-brr-titititi"), en stadig och acclererande serie klocklika fraser följt av ett kort och strävt fräsande. Bland lätena hörs ljusa toner och ett rullande lågt skallrande ljud.

## Utbredning och systematik
Nunneflugsnappare har en vid utbredning i Syd- och Sydostasien och delas in i åtta underarter med följande utbredning:
- Ficedula westermanni collini – häckar i Himalaya, i Nepal och Sikkim, flyttar till Indiens slätter vintertid
- Ficedula westermanni australorientis – Bhutan till södra Kina, norra Myanmar, Thailand och Indokina
- Ficedula westermanni langbianis – södra Laos och i Vietnam
- Ficedula westermanni westermanni – Malackahalvön, Sumatra, Borneo, Sulawesi, Mindanao, Bacan och Seram
- Ficedula westermanni hasselti – södra Sumatra, Java, Bali, Lombok, Sumbawa, Flores och södra Sulawesi
- Ficedula westermanni mayri – Timor och Wetaröarna i östra Små Sundaöarna
- Ficedula westermanni rabori – Luzon, Negros och Panay i norra Filippinerna
- Ficedula westermanni palawanensis – bergstrakter på södra Palawan i sydvästra Filippinerna

## Levnadssätt
Fågeln häckar ifrån mitten av mars till augusti i lövskogar, både städsegröna och lövfällande, i Himalaya på mellan 1200 och 2000 meters höjd. Vintertid flyttar den till lägre regioner och ses i öppen skog. Födan är dåligt känd men tros bestå av små ryggradslösa djur och deras larver, framför allt flugor, skalbaggar och vivlar.

## Status och hot
Arten har ett stort utbredningsområde och en stor population, men tros minska i antal till följd av habitatförstörelse, dock inte tillräckligt kraftigt för att den ska betraktas som hotad. Internationella naturvårdsunionen IUCN kategoriserar därför arten som livskraftig (LC). Världspopulationen har inte uppskattats men den beskrivs som ovanlig i Nepal, vanlig i Indien och Bhutan, sparsam i Bangladesh, lokalt vanlig i Thailand och vanlig på Malackahalvön.

## Namn
Fågelns vetenskapliga artnamn hedrar Gerardus Frederik Westerman (1807-1890), holländsk zoolog och förläggare samt medgrundare till och direktör över Amsterdams zoologiska trädgårdar 1843-1890.